# Bruno Spoerri

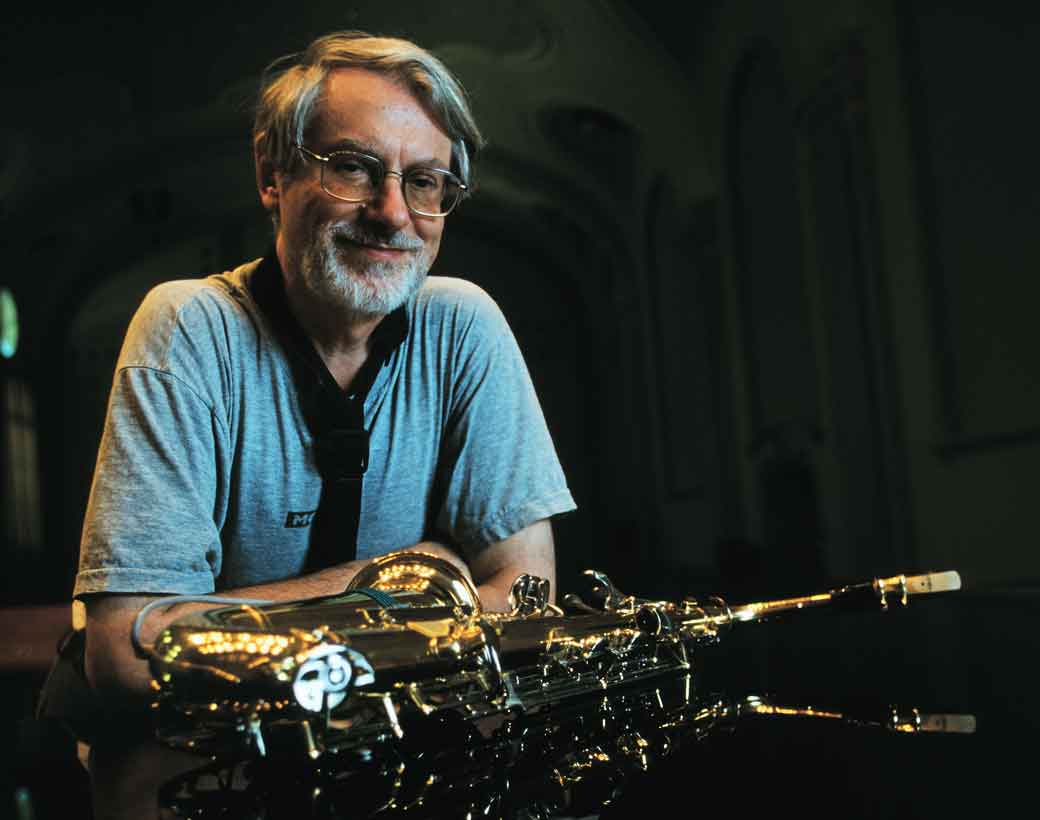
Bruno Spoerri (2007)

Bruno Alexander Spoerri (* 16. August 1935 in Zürich) ist ein Schweizer Jazzmusiker und Komponist.

## Leben und Wirken
Nach Studien in Basel (u. a. bei Karl Barth und Karl Jaspers) und Zürich erwarb er 1958 ein Diplom in Angewandter Psychologie. Er spielte schon als Student als Saxophonist in verschiedenen Jazzgruppen (u. a. im Francis Notz Septett), tourte bereits 1956 mit der Modern Jazz Group Freiburg durch Deutschland und gehörte von 1957 bis 1975 zum Metronome Quintett.
Zu Beginn der 1960er Jahre arbeitete er als Psychologe und Berufsberater, spielte aber in der Freizeit auch im Quintett von Remo Rau und Hans Kennel. 1964 verfasste er die Musik für einen Werbefilm; auch schuf er im Auftrag von Unternehmen zahlreiche Werbemusiken, in die konkrete Klänge aus den Betriebsstätten integriert wurden. Nachdem er an den Kölner Kursen für Neue Musik 1965/66 teilgenommen und an der Musik zu dem Kriminalfilm Der Würger vom Tower mitgewirkt hatte, lebte er seit 1967 freischaffend als Komponist und Tonmeister. Frühe Experimente mit elektrifiziertem Saxophon, Effektgeräten, den Ondes Martenot und selbst gebauten Klangwandlern seit 1968 sowie mit dem EMS VCS-3 Synthesizer seit 1970 führten ihn immer weiter in die Welt der elektronischen Musik; in der Gruppe Brainticket arbeitete er mit Hans Deyssenroth zusammen. 1978 entstand sein Album Voice of Taurus. In seiner Jazz Rock Experience, später bei Peaches and Waves oder der Isolierband kamen ebenfalls Jazz und Elektronik zusammen. Mit Joël Vandroogenbroeck bildete er ein elektronisches Improvisationsduo.
Spoerri war musikalischer Leiter des Zürcher Jazz-Festivals zwischen 1971 und 1973 und von 1975 bis 1977. Mit George Gruntz und Tony Oxley tourte er im Trio. Er spielte auch mit Jazzgrössen wie Clark Terry, Albert Mangelsdorff, Lee Konitz, Lauren Newton, Reto Weber und Ernst Reijseger. Tourneen führten u. a. nach Japan, Indien und Äthiopien. Daneben schuf er Musik zu Werbe- und zu Spielfilmen (u. a. Fluchtgefahr und Tauwetter von Markus Imhoof, Teddy Bär von Rolf Lyssy, Der Kongress der Pinguine von H. U. Schlumpf, St. Moritz im Winter von Gaudenz Meili) und befasste sich auch ausgiebig mit der Geschichte des Jazz in der Schweiz, zuletzt als Herausgeber des Werks Jazz in der Schweiz. Geschichte und Geschichten (Chronos-Verlag, Zürich 2005). Musik aus dem Nichts (Chronos-Verlag, Zürich 2010), in welchem Spoerri als Herausgeber und Autor mehrerer Beiträge die Geschichte der elektroakustischen Musik in der Schweiz aufarbeitet, gilt heute auch international als Standardwerk für diesen musikhistorischen Bereich. Ausserdem schrieb er Kinderlieder, zwanzig erschienen 1976, gesungen von Bill Ramsey, auf einem Doppelalbum. Obwohl er einer der ersten Elektroniker in der Musik war, ist er immer in erster Linie Musiker geblieben; die Maschinen hatten stets nur eine dienende Funktion. Heute beschäftigt er sich mit interaktiven Systemen, die ihm die Möglichkeit geben, mit seinen Geräten in musikalische Kommunikation zu treten.
Er wirkte als Lehrbeauftragter an der Musikhochschule Zürich für Computermusik und an der Musikhochschule Luzern. 2017 erhielt er den Swiss Jazz Award für sein Lebenswerk.

## Diskographie (Auswahl)
- Jazz-Rock Experience (Deram, 1970)
- Glückskugel (Finders Keepers Records, 1971–1980)
- Container (1976)
- Voice of Taurus (Gold Records/Inzec 1978)
- AX+BY+CZ+D=0 (1983)
- Zürich Tenors mit Ernst Gerber, Fernando Fantini, Richard Lipiec, Umberto Foletti, Rolf Cizmek, Hans Brunner (FFO 1983)
- Shake, Shuttle and Blow. Albert Mangelsdorff – Bruno Spoerri – Christy Doran – Reto Weber (Enja, 1999)

## Filmografie (Auswahl)
- 1977: Alois oder die Wende zum Besseren lässt auf sich warten
- 1977: Tauwetter
- 1978: El Gamin
- 1982: Hirnbrennen
- 1983: Teddy Bär
- 1986: Der schöne Augenblick
- 1987: Umbruch
- 1988: Der Schuh des Patriarchen
- 1988: Erzählung für Sandra
- 1991: Schmetterlingsschatten
- 1992: Liebe – einfach kompliziert
- 1993: Der Kongress der Pinguine
- 1998: Die Metzger
- 1999: Vaglietti zum Dritten
- 2004: Wäg vo de Gass!

## Preise und Auszeichnungen
- Jazz Festival Zürich 1954: erster Preis für Saxophon und Band
- Jazz Festival Düsseldorf (Deutschland) 1956: Zweiter Preis für Alt-Saxophon mit der Modern Jazz Group Freiburg (zweiter Preis)
- Jazz Festival Zürich 1958: Erster Preis für Bigband
- International Advertising Film Festival Cannes 1965: erster Preis für den TV-Spot Bic (Produktion Televico)
- American TV and Radio Commercials Festival 1971: Clio für den TV-Spot Riri
- 1973 Filmpreis der Stadt Zürich
- 1979 erster Preis der Ars Electronica Linz für die Demonstration des Lyricon
- 1992 Featured Guest Composer bei der International Computer Music Conference San José
- Diverse Auszeichnungen von Werbefilmen durch den Art Directors’ Club Schweiz
- Kunstpreis 2004 der Gemeinde Zollikon (Hintermeister-Gyger-Stiftung)
- Swiss Jazz Award 2017
- Sankt Elektronika Lifetime Achievement Award, St. Gallen,[2]